# Увулярные согласные
Увулярные согласные (глубоко-заднеязычные согласные) — согласные звуки, образуемые задней частью языка в районе язычка (лат. uvula), дальше, чем образуются заднеязычные согласные. Увулярные звуки могут быть смычными, фрикативными, носовыми, дрожащими и аппроксимантами. 
В Международном фонетическом алфавите нет символа для увулярного аппроксиманта, вместо него используется знак звонкого фрикативного звука. 
Увулярные аффрикаты существуют, но крайне редки: встречаются в некоторых верхненемецких диалектах, нескольких африканских и индейских языках. Эйективные увулярные аффрикаты встречаются при реализации взрывных увулярных звуков в грузинском и лилуэтском языках.

## МФА
Знаки увулярных звуков в МФА:
| МФА | Описание                     | Пример                               | Пример      | Пример      | Пример               |
| МФА | Описание                     | Язык                                 | Орфография  | МФА         | Значение             |
| --- | ---------------------------- | ------------------------------------ | ----------- | ----------- | -------------------- |
|     | Увулярный носовой согласный  | японский                             | 日本 нихон  | ni.hoɴ      | Япония               |
|     | Глухой увулярный взрывной    | казахский                            | қазақ qazaq | qɑzɑq       | казах                |
|     | Звонкий увулярный взрывной   | инуктитут                            | utirama     | ʔutiɢama    | потому что я вернусь |
|     | Глухой увулярный спирант     | кастильский диалект испанского языка | enjuto      | ẽ̞ɴˈχut̪o̞     | худой                |
|     | Звонкий увулярный спирант    | лакота                               | aǧúyapi     | ˌʔaˈʁʊjab̥ˑi | хлеб                 |
|     | Увулярный дрожащий согласный | французский                          | Paris       | paˈʀi       | Париж                |
|     | Увулярный абруптив           | кечуанские языки                     | q'allu      | ˈqʼaʎu      | ломоть               |
|     | Звонкий увулярный имплозив   | мамский язык                         |             | ʛaŋkʲɤqʰ    | гром                 |

## Увулярные звуки в разных языках

9. увулярные звуки

В русском языке нет увулярных звуков, как и в языках аборигенов Австралии и островов Тихого океана. Увулярные согласные имеются во многих африканских и ближневосточных языках, в частности, арабском, в индейских и эскимосско-алеутских языках. 
Глухой увулярный взрывной согласный ([q]) похож на [k], но при его произношении середина языка находится глубже к мягкому нёбу, напротив или рядом с язычком. Звонкий вариант [q] — [ɢ] — гораздо более редок. Он имеется в некоторых наречиях персидского языка, эскимосских языках (инуктитуте, чаплинском и др.), в нескольких нахско-дагестанских языках, в частности, табасаранском. Этот звук бывает аллофоном других фонем (в казахском, например, после велярного носового согласного звонкий увулярный фрикатив произносится как звонкий увулярный взрывной).
Глухой увулярный фрикатив [χ] похож на глухой велярный фрикатив [x] за исключением того, что артикуляция происходит близ язычка.
Увулярные одноударные согласные имеются в кубе (трансновогвинейский язык) и в баттамбангском диалекте кхмерского языка.
В тлинкитском языке (распространён на Аляске) десять увулярных согласных:
| тонкий взрывной                    | qákʷ    | ствол дерева       |
| придыхательный взрывной            | qʰákʷ   | корзина            |
| абруптивный взрывной               | qʼakʷ   | вид совы           |
| огубленный тонкий взрывной         | náaqʷ   | осьминог           |
| огубленный придыхательный взрывной | qʷʰáan  | люди, племя        |
| огубленный абруптивный взрывной    | qʷʼátɬ  | горшок для готовки |
| глухой фрикатив                    | χaakʷ   | ноготь             |
| абруптивный фрикатив               | χʼáakʷ  | пресноводная нерка |
| огубленный глухой фрикатив         | χʷastáa | брезент            |
| огубленный абруптивный фрикатив    | χʷʼáaɬʼ | пух                |

В убыхском языке 20 видов увулярных звуков.

## Ротацизм
Увулярный дрожащий согласный [ʀ] используется в некоторых диалектах французского, немецкого, датского, португальского (как один из позиционных аллофонов), шведского и норвежского, а также в современном иврите в качестве ротических фонем. Во многих из этих языков звук имеет аллофоны в положении после глухих взрывных согласных или в конце предложения; обычно это [ʁ] или [χ]. Пример: maître (фр.) [mɛtχ].
В языке лакота увулярный дрожащий является аллофоном звонкого увулярного фрикатива перед /i/.